# Парисосское царство
Парисосское царство (Парисос, Парнес, арм. Փառիսոս, Փառնես) — армянское феодальное государство, существовавшее с середины 970-х или начала 980-х по 1003/1004 года н.э. Царство именовалось также Гардманским, в зависимости от того, где находилась резиденция царей, в крепости Парисос или в крепости Гардман, располагавшихся неподалёку друг от друга.

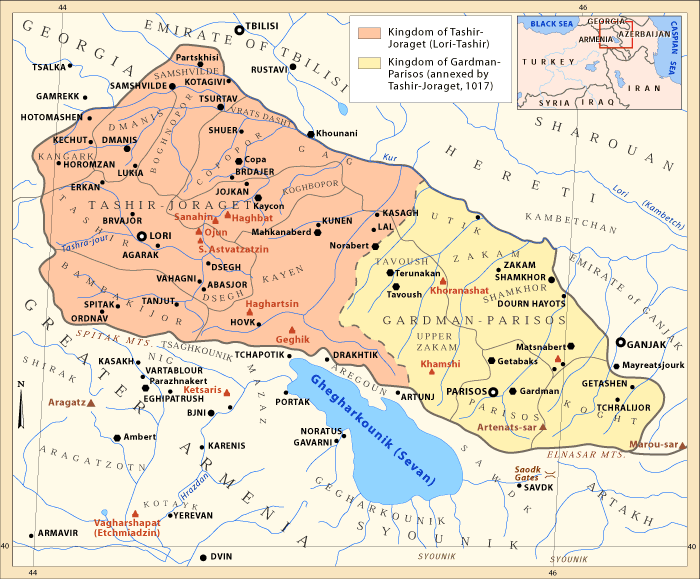
Парисосское царство

Парисосское царство oбразовалось в середине 70-х или в начале 80-х годов Х-го столетия н. э., в тот момент, когда эпоха феодальной раздробленности в Багратидской Армении достигла своего апогея.

## История
Смбату наследовали его сыновья Сенекерим и Григор. С их смертью в 1003 и 1004 годах пресеклась династия Парисосских Хайкидов, и их царство перешло под контроль Анийского шахиншаха Багратуни<ref name="P'arisos">V. Minorsky. Studies in Caucasian History. — CUP Archive, 1953. — P. 71.